# Idioma gwichʼin
La lengua gwichʼin es la lengua atabascana del pueblo indígena de los gwichʼin. 
En Yukón y en los territorios septentrionales de Canadá, es utilizada principalmente en las ciudades de Inuvik, Aklavik, Fort McPherson, Old Crow y Tsiigehtchic (antes río Rojo Ártico).
Existen unos 430 hablantes de gwichʼin en Canadá, además de los 1900 que conforman la población gwi’chin.
En Alaska, el gwichʼin se habla en Beaver, Circle, Fort Yukon, Chalkyitsik, Birch Creek, Arctic Village, Eagle y Venetie, Alaska. Hay alrededor de 300 hablantes de una población total gwichʼin en Alaska de 1100. 
Es una de las lenguas oficiales en los Territorios del Noroeste, en Canadá, y en Alaska, en los Estados Unidos. 
La oclusiva glotal en la palabra gwichʼin se escribe comúnmente con el carácter de Unicode U+2019 (comilla simple de cierre, ’); sin embargo, el carácter apropiado para este uso es U+02BC (letra modificadora apóstrofo, ʼ), cuyas propiedades tipográficas son diferentes.

## Clasificación
El gwich'in es miembro del subgrupo canadiense de las lenguas atabascanas, de la familia Na-Dené de lenguas. Comparte el subgrupo Han-Kutchin con la Han.

### Dialectos
El idioma presenta varios dialectos, entre los que están el Fort Yukon Gwich'in, el Arctic Village Gwich'in, el Western Canada Gwich'in (Takudh, Tukudh, Loucheux) y el Arctic Red River.

## Fonología

### Consonantes
Las consonantes del gwich'in en su ortografía estándar son las siguientes (con su trascripción según el AFI entre barras diagonales):
| consonante  | consonante | labial | Interdental | alveolar  | alveolar  | retrofleja | Palatal   | Velar   | Velar       | glotal |
| consonante  | consonante | labial | Interdental | central   | lateral   | retrofleja | Palatal   | oral    | labializada | glotal |
| ----------- | ---------- | ------ | ----------- | --------- | --------- | ---------- | --------- | ------- | ----------- | ------ |
| nasal       | sonora     | m /m/  |             | n /n/     |           |            |           |         |             |        |
| nasal       | sorda      |        |             | nh /n̥/    |           |            |           |         |             |        |
| plosiva     | sonora     | b /b/  |             | d /d/     |           | dr /ɖ/     |           | g /g/   | gw /gʷ/     |        |
| plosiva     | sorda      |        |             | t /t/     |           | tr /ʈ/     |           | k /k/   | kw /kʷ/     | ’ /ʔ/  |
| plosiva     | eyectiva   |        |             | t’ /t’/   |           | tr’ /ʈ’/   |           | k’ /k’/ |             |        |
| plosiva     | nasal      |        |             | nd /dⁿ/   |           |            |           |         |             |        |
| africada    | sonora     | v /v/  | ddh /dð/    | dz /dz/   | dl dɮ/    |            | dj /dʒ/   |         |             |        |
| africada    | sorda      |        | tth /tθ/    | ts /ts/   | tl /tɬ/   |            | ch /tʃ/   |         |             |        |
| africada    | eyectiva   |        | tth’ /tθ’/  | ts’ /ts’/ | tl’ /tɬ’/ |            | ch’ /tʃ’/ |         |             |        |
| africada    | nasal      |        |             |           |           |            | nj /dʒɲ/  |         |             |        |
| fricativa   | sonora     |        | dh /ð/      | z /z/     |           | zhr /ʐ/    | zh /ʒ/    | gh /ɣ/  | ghw /ɣʷ/    |        |
| fricativa   | sorda      |        | th /θ/      | s /s/     | ł /ɬ/     | shr /ʂ/    | sh /ʃ/    | kh /x/  |             | h /h/  |
| aproximante | sonora     |        |             |           | l /l/     | r /ɻ/      | y /j/     |         | w /w/       |        |
| aproximante | sorda      |        |             |           |           | rh /ɻ̥/     |           |         |             |        |

### Vocales
| vocal   | vocal | anterior | central | posterior |
| ------- | ----- | -------- | ------- | --------- |
| cerrada | corta | i /i/    |         | u /u/     |
| cerrada | larga | ii /iː/  |         | uu /uː/   |
| cerrada | nasal | į /ĩ/    |         | ų /ũ/     |
| media   | corta | e /e/    |         | o /o/     |
| media   | larga | ee /eː/  |         | oo /oː/   |
| media   | nasal | ę /ẽ/    |         | ǫ /õ/     |
| abierta | corta |          | a /a/   |           |
| abierta | larga |          | aa /aː/ |           |
| abierta | nasal |          | ą /ã/   |           |

- la intensidad baja se marca opcionalmente con un acento grave, ej., à, è, ì, ò, ù.
- la intensidad alta no se marca nunca